# Dichaea panamensis
Dichaea panamensis är en orkidéart som beskrevs av John Lindley. Dichaea panamensis ingår i släktet Dichaea och familjen orkidéer. Inga underarter finns listade i Catalogue of Life.